# Iván García Cortina
Iván García Cortina (* 20. listopadu 1995) je španělský profesionální silniční cyklista jezdící za UCI WorldTeam Movistar Team.

## Hlavní výsledky
2012
Národní šampionát
 vítěz silničního závodu juniorů
2015
5. místo Memoriał Henryka Łasaka
Tour de Bretagne
10. místo celkově
2016
Course de la Solidarité Olympique
vítěz 4. etapy
Istrian Spring Trophy
4. místo celkově
 vítěz soutěže mladých jezdců
6. místo GP Izola
Mistrovství světa
7. místo silniční závod do 23 let
8. místo Ronde van Vlaanderen Beloften
8. místo Trofej Poreč
Le Triptyque des Monts et Châteaux
10. místo celkově
10. místo Paříž–Roubaix Espoirs
2017
Mistrovství Evropy
8. místo silniční závod
2018
4. místo RideLondon–Surrey Classic
2019
Tour of California
vítěz 5. etapy
3. místo Grand Prix Cycliste de Montréal
BinckBank Tour
7. místo celkově
7. místo Gran Premio Bruno Beghelli
2020
Paříž–Nice
vítěz 3. etapy
Národní šampionát
4. místo silniční závod
Mistrovství Evropy
8. místo silniční závod
10. místo Bretagne Classic
2021
6. místo Eschborn–Frankfurt
2022
vítěz Gran Piemonte
4. místo Trofeo Alcúdia–Port d'Alcúdia
5. místo Grand Prix Cycliste de Québec
5. místo Coppa Bernocchi
8. místo Gent–Wevelgem
2023
4. místo Trofeo Palma–Palma
5. místo E3 Saxo Classic
7. místo Coppa Ugo Agostoni

### Výsledky na Grand Tours
| Grand Tour      | 2017 | 2018 | 2019 | 2020 | 2021 | 2022 | 2023 |
| --------------- | ---- | ---- | ---- | ---- | ---- | ---- | ---- |
| Giro d'Italia   | —    | —    | —    | —    | —    | —    | —    |
| Tour de France  | —    | —    | 114  | —    | 94   | —    | —    |
| Vuelta a España | 100  | 99   | —    | —    | —    | —    | 72   |

### Výsledky na klasikách
| Monument                        | 2017 | 2018 | 2019 | 2020 | 2021 | 2022 | 2023 | 2024 |
| ------------------------------- | ---- | ---- | ---- | ---- | ---- | ---- | ---- | ---- |
| Milán–San Remo                  | —    | —    | —    | 93   | 30   | 23   | 33   | —    |
| Kolem Flander                   | 68   | 37   | 24   | —    | 23   | 22   | 21   |      |
| Paříž–Roubaix                   | DNF  | DNF  | 41   | NS   | 27   | 25   | 32   |      |
| Lutych–Bastogne–Lutych          | —    | —    | —    | —    | —    | —    | —    |      |
| Giro di Lombardia               | —    | —    | —    | —    | —    | DNF  | —    |      |
| Klasika                         | 2017 | 2018 | 2019 | 2020 | 2021 | 2022 | 2023 | 2024 |
| Omloop Het Nieuwsblad           | 91   | 84   | 35   | —    | 11   | 30   | DNF  | 15   |
| E3 Saxo Bank Classic            | 57   | 64   | 23   | NS   | 27   | 16   | 5    | —    |
| Gent–Wevelgem                   | 104  | 122  | DNF  | 51   | 18   | 8    | DNF  | —    |
| Eschborn–Frankfurt              | —    | DNF  | —    | NS   | 6    | —    | —    |      |
| Bretagne Classic                | —    | —    | 72   | 10   | —    | 57   | —    |      |
| Grand Prix Cycliste de Quebec   | —    | —    | 73   | NS   | NS   | 5    | —    |      |
| Grand Prix Cycliste de Montréal | —    | —    | 3    | NS   | NS   | DNF  | —    |      |
| Gran Piemonte                   | —    | —    | —    | —    | —    | 1    | 72   |      |

| —   | Nezúčastnil se |
| DNF | Nedokončil     |
| NS  | Nekonalo se    |